# Jacob (oveja)
Jacob o llamada en otras épocas oveja Española, es una raza ovina de Inglaterra, con orígenes escandinavos. Su crianza es multipropósito, ya que es una oveja de la cual se puede aprovechar su piel, su carne y su lana, y además puede tenerse como mascota debido a su docilidad.

## Características

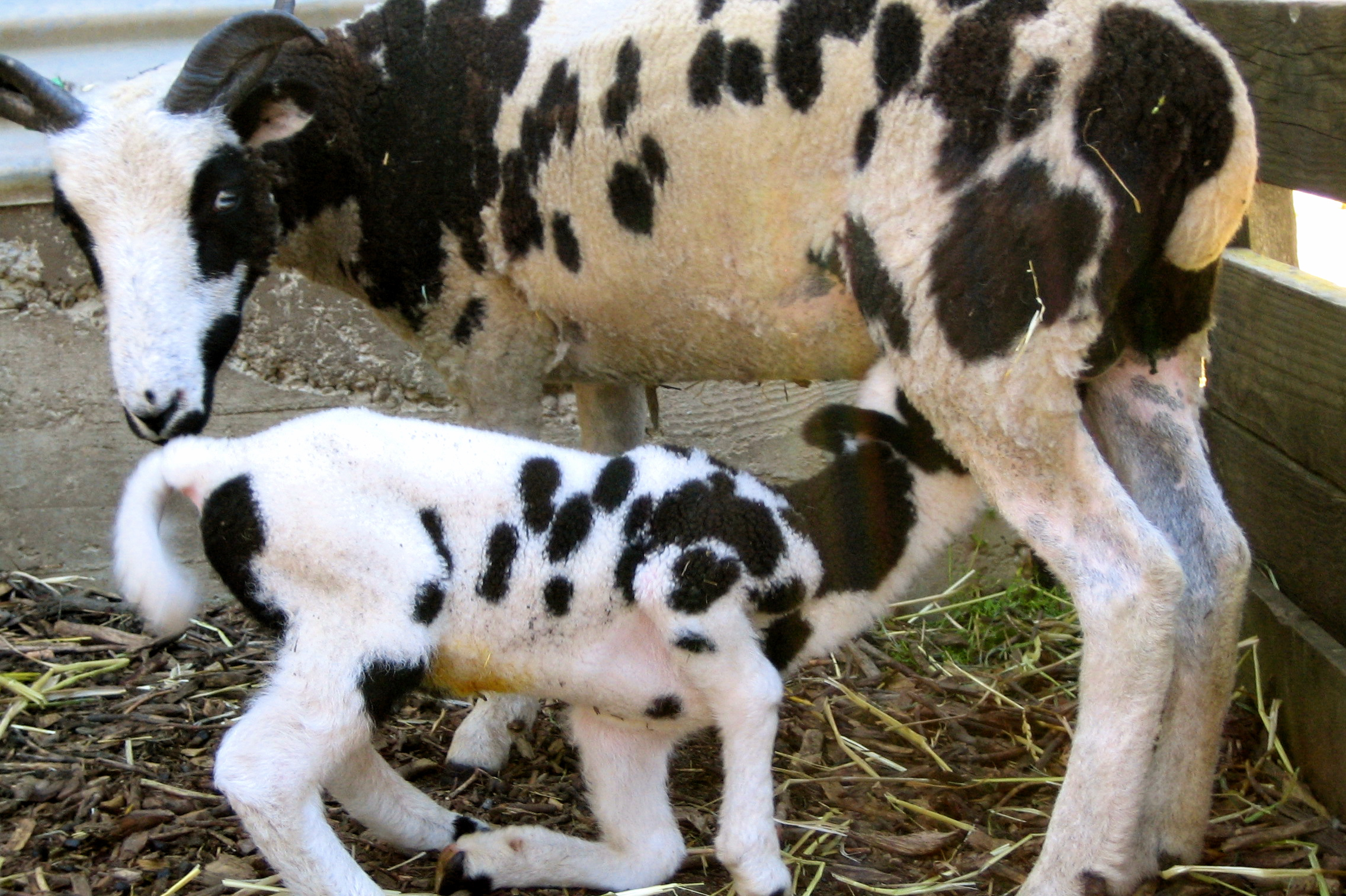
Oveja de Jacob mamando.

Las ovejas de Jacob son animales robustos, con alta resistencia a los parásitos y las enfermedades, se las esquila una vez al año, es normal que las madres den mellizos. Necesita forraje de calidad y ser protegida en tiempos de lluvia, son dóciles y buenas mascotas. Tiene manchas blancas y negras, pero se caracteriza principalmente por sus dos pares de cuernos, distintos uno del otro ya que uno es curvo y el otro alargado. Su lana es muy apreciada por los hilanderos y tejedores artesanales.

## Historia
El origen de esta raza está en los países nórdicos, que la introdujeron en Gran Bretaña, en otras épocas conocida como "oveja Española", no teniendo relación con España. Fueron exportadas a algunos países como animales de zoológico por su características exóticas, fueron utilizadas como guardianas contra el vandalismo. En la actualidad está considerada como raza en extinción, no obstante que existen tres mil madres registradas.[cita requerida]